# Plän Erlich

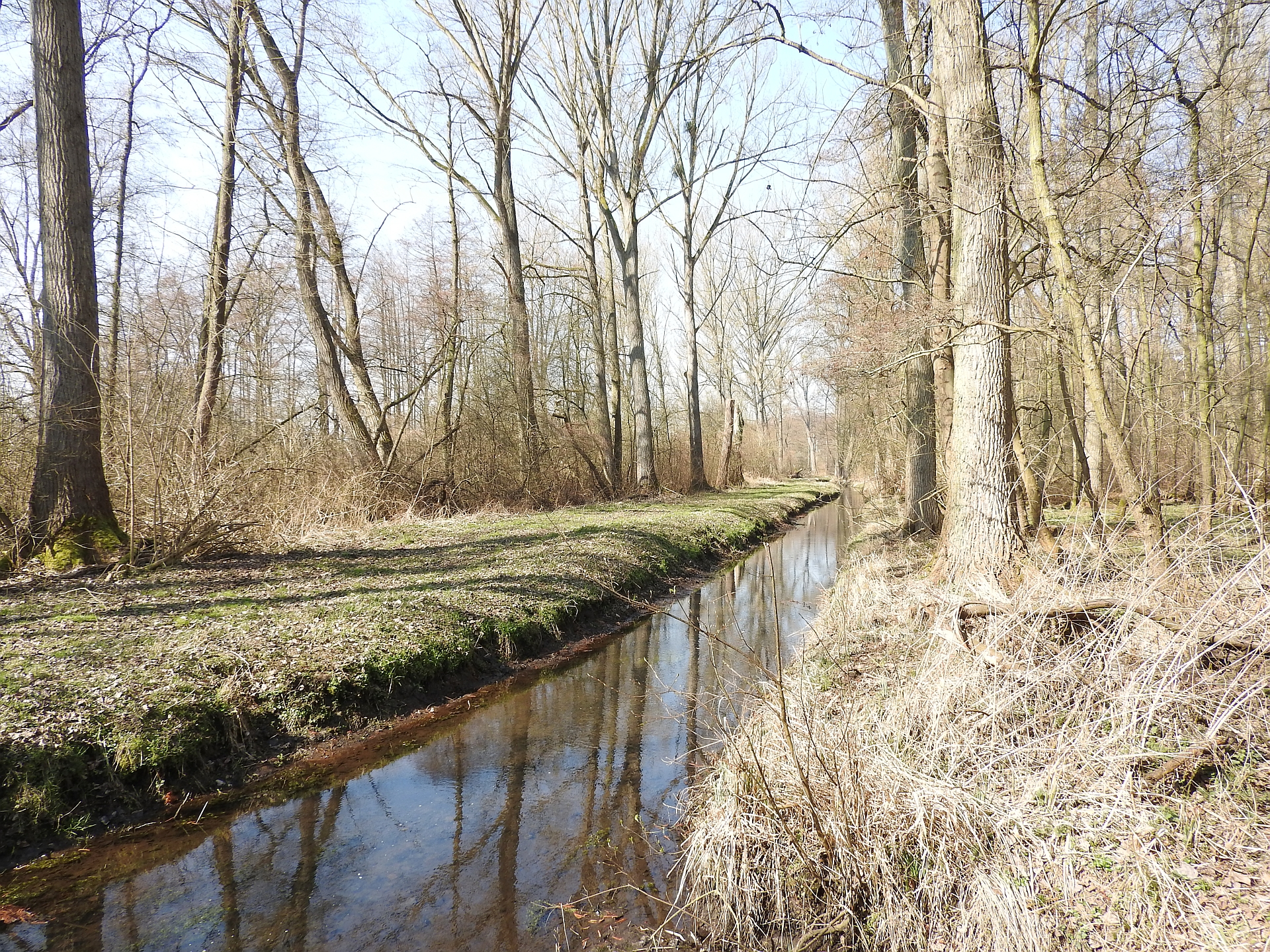
Das frühere Landschaftsschutzgebiet im Jahr 2016

Das Gebiet Plän Erlich war ein 80 Hektar großes Landschaftsschutzgebiet auf dem Gebiet der Gemeinde Dettenheim im Landkreis Karlsruhe in Baden-Württemberg. Es wurde am 15. Oktober 1962 ausgewiesen. Mit der Ausweisung des Naturschutzgebiets Erlich am 27. März 2003 wurde die Verordnung aufgehoben und die Fläche in das neue Schutzgebiet integriert.
Es umfasste ein Niedermoorgebiet mit Bruchwaldbeständen westlich von Graben-Neudorf südlich des Pfander Sees, einem Baggersee, der durch den Kiesabbau entstanden ist.